# Maria Maria / The hunter

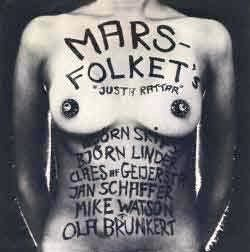
Marsfolket Maria Maria

Maria Maria / The Hunter är en singel som släpptes av gruppen Marsfolket 1971 på skivbolaget Sonet (Skivnummer T-7874). Låtarna är komponerade av Björn Linder.
Musiker på skivan var Björn Skifs (orgel, piano, sång), Björn Linder (gitarr, sång), Claes af Geijerstam (gitarr, sång), Jan Schaffer (gitarr), Mike Watson (elbas, sång) och Ola Brunkert (trummor).